# Деніел Спілмен
Деніел Алан Спілмен (англ. Daniel Spielman) (березень 1970 , Філадельфія, Пенсільванія ) — американський математик, з 2006 працює викладачем прикладної математики та інформатики в Єльському університеті.
З 2018 року Стерлінзький професор інформатики Єльського університету, 
а також є співдиректором Єльського інституту мережевих наук з моменту його заснування та головою нещодавно створеної кафедри статистики та науки про дані.

## Біографія
Деніел Спілмен народився у Філадельфії в родині адвоката Алана Спілмана та логопеда Керол Енн Спілман (уродженої Гольдман) 
 
навчався у Філадельфійській школі, Єпископальній академії та школі Джермантауна. 
Здобув ступінь бакалавра мистецтв з математики та інформатики в Єльському університеті в 1992 році і PhD з прикладної математики в Массачусетському технологічному інституті в 1995 році (його дисертація називалася «Обчислювальні ефективні коди корекції помилок та голографічні докази»). 
Викладав на факультеті прикладної математики МТІ в 1996 — 2005 роках.

## Нагороди та визнання
- 2008: Премія Геделя за роботу над згладженим аналізом алгоритмів (спільно з Тен Шанхуа[en])[4].
- 2009: премія Фалкерсона[5].
- 2010: 
  - премія Неванлінни за «згладжений аналіз лінійного програмування алгоритмів, графічних кодів та додатків до теорії графів чисельним обчисленням»[6][7];
  - член Асоціації обчислювальної техніки[8][9];
  - пленарна лекція на Міжнародному конгресі математиків[10].
- 2012: 
  - займався дослідженнями в Науково-дослідному центрі імені Саймона[en], йому п'ять років надавалося понад 660 тисяч доларів США для досліджень[11].
  - стипендія Мак-Артура[12][13];
- 2014: премія Пойї[en] (разом з Адамом Маркусом[en] і Ніхілом Шриваставою[en]) за розв'язання проблеми Кадісона-Зінгера[en][14][15]
- 2017: член Національної академії наук США[16];
- 2021: член Американської академії мистецтв і наук;
- 2022: премія за прорив у математиці «за проривний внесок у теоретичну інформатику та математику, зокрема в спектральну теорію графів, проблему Кадісона-Зінгера, чисельну лінійну алгебру, оптимізацію та теорію кодування».[17]